# Kourfeye Centre
Kourfeye Centre (auch: Kourfey Centre) ist eine Landgemeinde im Departement Filingué in Niger.

## Geographie
Die Nachbargemeinden von Kourfeye Centre sind Abala und Sanam im Norden, Bagaroua und Tébaram im Osten, Dogonkiria, Loga und Soucoucoutane im Süden sowie Filingué, Imanan und Tondikandia im Westen.
Bei den Siedlungen im Gemeindegebiet handelt es sich um 51 Dörfer, 93 Weiler und ein Lager. Der Hauptort der Landgemeinde ist Chikal.
Der überwiegende Teil der Gemeinde ist Teil des Sahel, während der äußerste Norden zur Übergangszone zwischen Sahel und Sahara und der äußerste Süden zur Übergangszone zwischen Sahel und Sudan gerechnet werden. Durch Kourfeye Centre verläuft das Trockental Dallol Bosso.

## Geschichte
Kourfeye Centre ist nach den Kurfeyawa benannt, einer Untergruppe der Hausa, die Ende des 18. Jahrhunderts in das Gebiet zogen. Die Kurfeyawa lebten zuvor in Dörfern nördlich von Tahoua, die sie aufgrund ständiger Bedrohungen durch die Tuareg sowie möglicherweise wegen schlechter klimatischer Bedingungen aufgeben mussten. Während des 19. Jahrhunderts lebten die Kurfeyawa in zunächst voneinander unabhängigen neuen Dörfern und vermischten sich mit der schon länger ansässigen Bevölkerung. Im Jahr 1901, zu Beginn der französischen Kolonialherrschaft, wurden die Dörfer im Kanton Kourfey zusammengefasst, dessen südöstlicher Teil seit einer landesweiten Verwaltungsreform 2002 die Landgemeinde Kourfeye Centre bildet.

## Bevölkerung
Bei der Volkszählung 2012 hatte die Landgemeinde 66.855 Einwohner, die in 8802 Haushalten lebten. Bei der Volkszählung 2001 betrug die Einwohnerzahl 44.290 in 5879 Haushalten.
Im Hauptort lebten bei der Volkszählung 2012 4917 Einwohner in 688 Haushalten, bei der Volkszählung 2001 4317 in 572 Haushalten und bei der Volkszählung 1988 4963 in 739 Haushalten.
In ethnischer Hinsicht ist die Gemeinde ein Siedlungsgebiet von Kurfeyawa und Arawa.

## Politik
Der Gemeinderat (conseil municipal) hat 18 gewählte Mitglieder. Mit den Kommunalwahlen 2020 sind die Sitze im Gemeinderat wie folgt verteilt: 7 AMEN-AMIN, 6 PNDS-Tarayya, 3 RDP-Jama’a, 1 MPR-Jamhuriya und 1 RANAA.
Jeweils ein traditioneller Ortsvorsteher (chef traditionnel) steht an der Spitze von 42 Dörfern in der Gemeinde.

## Wirtschaft und Infrastruktur
Die Gemeinde liegt in einer Zone, in der Agropastoralismus betrieben wird. Gesundheitszentren des Typs Centre de Santé Intégré (CSI) sind im Hauptort Chikal sowie in den Siedlungen Injer und Itchiguine vorhanden. Der CEG Chikal ist eine allgemein bildende Schule der Sekundarstufe des Typs Collège d’Enseignement Général (CEG). Beim Centre de Formation aux Métiers de Chikal (CFM Chikal) handelt es sich um ein Berufsausbildungszentrum.

## Persönlichkeiten
- Tahirou Guimba (* 1952), Manager und Politiker, Bürgermeister von Kourfeye Centre